# Amen (album)
Amen je bio drugi studijski album El Bahattee-a. 

## Popis pjesama
| R. b. | Naslov                                | Gostovanja | Producenti | Trajanje |
| ----- | ------------------------------------- | ---------- | ---------- | -------- |
| 1.    | "Jebanje Majke"                       |            |            | 5:28     |
| 2.    | "Na Balkanski Način"                  |            |            | 3:35     |
| 3.    | "Pendrek"                             |            |            | 4:27     |
| 4.    | "Sion (Instrumental)"                 |            |            | 4:02     |
| 5.    | "Drogiraj Se"                         |            |            | 4:13     |
| 6.    | "Čovjek Pod Naponom"                  |            |            | 4:13     |
| 7.    | "Ako Ubijem Ljubav Draga"             |            |            | 4:19     |
| 8.    | "Samoubojstvo"                        |            |            | 3:39     |
| 9.    | "Amen"                                |            |            | 3:47     |
| 10.   | "767 (Instrumental)"                  |            |            | 4:12     |
| 11.   | "Ja Sam taj"                          |            |            | 4:12     |
| 12.   | "Opasno Frustriran (Garažna Verzija)" |            |            | 3:30     |